# Willem Saal
Willem Saal (Wognum, 4 januari 1868 - Amsterdam, 20 juli 1917) was een agrariër in het West-Friese Wognum. Hij werd echter veel bekender als koordirigent.

## Opleiding en werk
Saal was afkomstig uit een boerengezin, waarvan de moeder Maartje Kuilman redelijk kon zingen; ze stond bekend om haar kennis van de Hollandse boerenliedjes, maar theoretische en praktijkondergrond had ze niet. Vader Dirk Saal had dat deels wel, want hij was leerling van muziekonderwijzer Jacob Kwast. Willem Kuilman, Willem Saal's grootvader van moeders kant speelde viool.
Saal kreeg al als jongeling muzieklessen, zo leerde hij via privélessen piano, orgel en vioolspelen. Hij bespeelde kerkorgels als vervanger en opvolger van Jan van der Oord, schoolmeester te Wognum. Van Oord had een zangschool en het koor daarvan leek verloren bij diens overlijden. Als dirigent was Saal autodidact, alhoewel in later tijd hij nog ondersteuning kreeg van Barend Kwast.
Willem Saal was sinds 1889 dirigent van het plaatselijke zangkoor Jacob Kwast, vernoemd naar Jacob Kwast en opvolger van de zangschool Van der Oord. Als outsider behaalde het koor in 1902 de eerste plaats in een groot concours in het Paleis voor Volksvlijt. Daarna volgden meer concoursen. Vanaf 1906 ging het koor grote concerten geven en werd het al snel zeer populair. Het koor knoopte vriendschapsbanden aan met de Maastrichter Staar en concerteerde in Berlijn, Londen en Zwitserland.

## Privéleven
Saal was getrouwd met Geertje Slagter. Hij overleed na een lang ziekbed in de Boerhaave kliniek in Amsterdam.  

## Waardering
Willem Saal had zowel lokale, als nationale bekendheid. In 1920 werd er in zijn woonplaats Wognum een herdenkingsmonument onthuld, ontworpen door Pieter Puijpe uit Apeldoorn. In juli 1942 hield men nog een herdenkingsdienst ter gelegenheid van zijn 25-jarig overlijden, berichten daarover waren landelijk nieuws. Ook in 1967 hield men nog een herdenkingsdienst. 